# Sport1
Sport1 (eigene Schreibweise: sport1, bis 18. Juli 2013: SPORT1) ist ein deutschsprachiger Fernsehsender und Internetportal der Sport1 Medien GmbH und der türkischen Acun Medya. Der Sender entstand am 11. April 2010 mit dem Zusammenschluss aus dem Deutschen Sportfernsehen (DSF) und sport1.de.
Sport1 sendet ganztägig ohne Unterbrechung Sport, Dokumentationen, Teleshopping, und E-Sport. Sitz des Senders ist Ismaning bei München.

## Geschichte
Das DSF entstand am 1. Januar 1993 aus dem Sender Tele 5, der wiederum am 11. Januar 1988 aus dem Musikvideo-Kanal musicbox gebildet worden war. 1999 hatte DSF mit dem Gesellschafter Taurus TV GmbH (100 %), einer Tochtergesellschaft der KirchMedia GmbH & Co. KG, eine Reichweite von 28,9 Millionen Haushalten in Deutschland und einen Marktanteil von 1,9 Prozent. Der Brutto-Werbeumsatz betrug 1999 rund 351 Millionen DM.
Im Februar 2005 wurden alle Anteile, die von der KarstadtQuelle AG und dem Schweizer Sportinvestor Hans-Dieter Cleven gehalten wurden, von der EM.TV AG (2007 umbenannt in EM.Sport Media AG, im April 2009 in Constantin Medien AG) aus Ismaning übernommen, die seitdem Alleineigentümerin ist. Geschäftsführer ist Olaf G. Schröder.
Die medienrechtliche Genehmigung für das Deutsche Sportfernsehen wurde am 22. März 2007 um weitere acht Jahre durch einen Beschluss des Medienrates der Bayerischen Landesanstalt für neue Medien verlängert.

Das Deutsche Sportfernsehen wurde zum 11. April 2010 im Rahmen einer konzeptionellen Überarbeitung in Sport1 – Das Sport Fernsehen (mit Leerzeichen im Kompositum; Eigenschreibung SPORT1 – DAS SPORT FERNSEHEN) umbenannt und mit dem Online-Portal sport1.de fusioniert. Zu diesem Zeitpunkt wurden neue Sendungen ins Programm integriert und der Beginn der Ausstrahlung der umstrittenen Erotik-Quiz-Formate wurde von 23:00 Uhr auf 00:00 Uhr verschoben. Dennoch blieb der Sportanteil unter 50 Prozent.
Sport1 gibt es seit September 2010 zusätzlich als Simulcast-Variante in HD. Dieser Sender ist in Deutschland auf den IPTV-Angeboten T-Home Entertain und Vodafone TV, über die Plattform Astra HD+, im Portfolio von Vodafone Kabel Deutschland, Unitymedia und in einem kostenpflichtigen Paket auch bei Kabel BW zu empfangen. Nach anfänglichen Schwierigkeiten war es Sport1 erst seit dem 24. August 2011 möglich, Material in nativem HD zu senden. Dabei werden neben hochauflösend vorliegenden Sportübertragungen auch Sendungen wie Bundesliga aktuell oder Die PS-Profis in HD ausgestrahlt. Sport1 HD wird dabei über Satellit in 1920 × 1080 Pixel gesendet.
Ende 2012 wurde bekannt, dass Sport 1 unter zunehmenden Einbußen bei der Zuschauerquote leidet. Dies wurde auch auf den geringen Sportanteil im Programm zurückgeführt, der unter 50 Prozent lag.

Logo von sport1.FM ab 19. Juli 2013

Nachdem bereits im April 2013 mit der René Schwuchow Show, einer Sex-Talkshow mit Pornodarstellerinnen, eine weitere Sendung abseits des Sports eingeführt worden war, wurde zusammen mit einem neuen Logo im Juli 2013 mit Fantausch auch eine Doku-Soap aufgenommen, womit die Rückkehr zu Formaten, die lediglich einen entfernten Bezug zum Sport haben, ausgeweitet wurde. An den bestehenden Sendeformaten wurden bis dato jedoch keine Änderungen vorgenommen, dies sollte 2014 mit einer Erhöhung des Sportanteils auf 50 Prozent geschehen. Zudem startete ebenfalls am 19. Juli 2013 das Sportradio sport1.FM, welches auch das neu eingeführte Logo verwendete.
Für die Spielzeiten von 2015 bis 2018 sicherte sich die Sport 1 GmbH die Rechte für die UEFA Europa League, die zuvor auf Kabel1 übertragen worden war. Pro Spielrunde wird ein Spiel ab 21:00 Uhr live übertragen und von den nicht gezeigten Spielen des vorangegangenen Sendetermins um 19:00 Uhr live berichtet und analysiert. Den größten Quotenerfolg gab es beim Europa-League-Spiel zwischen Dortmund und Liverpool im Jahr 2016, hierbei schauten 19,1 % (Marktanteil) zu.
Für den FIFA-Konföderationen-Pokal 2017 erwarb man von der ARD und dem ZDF die Rechte für die Übertragung dreier Vorrunden-Spiele.
Am 25. Februar 2024 wurde bekannt gegeben, dass Acun Medya 50 % des Senders kauft. Teil des Deals war, dass Ilicalis Produktionsfirma Acunmedya Programm für den deutschen Sportkanal herstellt. Insgesamt versprach man sich von der neuen Ausrichtung, auch mehr Frauen und Familien fürs Programm zu begeistern. Und damit eine Belebung der Quoten. Doch der Sport-Wettbewerb Exatlon und die Modesendung My Style Rocks waren keine Quoten-Bringer, bei der jüngst gestartete Kochshow MasterChef war die Zahl der Zuschauer so gering, dass sie unterhalb der Messgrenze lag.

## Einschaltquoten
Ermittelt werden die Marktanteile von der Arbeitsgemeinschaft Fernsehforschung und sie werden jährlich auf DWDL.de veröffentlicht. Den höchsten Marktanteil beim Gesamtpublikum ab 3 Jahren hatte DSF in den Jahren 1993, 1995 und 1999 mit jeweils 1,3 %. Bei den 14- bis 49-Jährigen liegen auf DWDL.de erst Daten seit 2012 vor. Seitdem waren 2015 und 2016 die erfolgreichsten Jahre mit 1,0 % Marktanteil in dieser Zielgruppe. Im vierten Quartal 2024 sind die Quoten im Vergleich zum Vorjahr von 1,1 Prozent auf 1,2 Prozent in der werberelevanten Zielgruppe leicht gestiegen. Der Marktanteil von Doppelpass liegt in der aktuellen Saison in der werberelevanten Zielgruppe bei 4,3 Prozent, bei den jüngeren Männern sogar bei 11,4 Prozent.
Im Juni 2025 erzielte Sport1 die schlechtesten Quoten seit mindestens zwölf Jahren.

### Ab 3-Jährige
| - 1993: 01,3 % - 1994: 01,2 % - 1995: 01,3 % - 1996: 01,1 % - 1997: 01,2 % - 1998: 01,1 % - 1999: 01,3 % - 2000: 01,2 % - 2001: 01,0 % - 2002: 00,9 % | - 2003: 01,0 % - 2004: 01,1 % - 2005: 01,2 % - 2006: 01,0 % - 2007: 01,1 % - 2008: 00,9 % - 2009: 00,9 % - 2010: 00,8 % - 2011: 00,9 % - 2012: 00,7 % | - 2013: 00,9 % - 2014: 00,8 % - 2015: 00,9 % - 2016: 00,9 % - 2017: 00,9 % - 2018: 00,7 % - 2019: 00,7 % - 2020: 00,5 % - 2021: 00,6 % - 2022: 00,5 % | - 2023: 00,6 % - 2024: 00,6 % |

### 14-49-Jährige (werberelevante Zielgruppe)
| - 2012: 00,7 % - 2013: 00,9 % - 2014: 00,8 % - 2015: 01,0 % - 2016: 01,0 % | - 2017: 00,9 % - 2018: 00,8 % - 2019: 00,7 % - 2020: 00,5 % - 2021: 00,6 % | - 2022: 00,6 % - 2023: 00,8 % - 2024: 00,8 % |

## Sendungen
Zum Sendestart am 1. Januar 1993 strahlte das DSF anfangs eine Vielzahl von Sendungen ohne jeglichen sportlichen Bezug aus, insbesondere auch Quiz- und Erotikformate. So wurden z. B. werktäglich die zuvor bei Tele 5 ausgestrahlte Spielshow Hopp oder Top, um 13:00 Uhr das einstündige Format Telebörse und an den Wochenenden Unterhaltungsshows wie Bitte lächeln, Koffer Hoffer und Sonntags-Streiche ausgestrahlt. Während von Bitte lächeln neue Folgen produziert wurden, zeigte das DSF von den anderen Sendungen nur alte Ausgaben. Ebenfalls im Wochenendprogramm wurde die Dokumentarfilmreihe Wildlife gesendet. Täglich ausgestrahlt wurde die Nachrichtensendung 5 vor, welche sich nicht nur auf sportliche Inhalte konzentrierte, sondern eine klassische Nachrichtensendung mit Nachrichten und Wetter war. Die Sendung wurde bis zu fünfmal am Tag zwischen 11:55 Uhr und 23:00 Uhr gesendet. Im Abendprogramm wurde um 20:00 Uhr die werktägliche Talkshow Offensiv mit einer breiten Themenpalette zum Thema Sport ausgestrahlt. Mittags war nach den Nachrichten um 12:00 Uhr das Magazin Alles o.k. zu finden. Hier gab es Tipps zu den Themen Reise, Mode und Schönheit. Zudem war im Abendprogramm einmal wöchentlich gegen 23:00 Uhr das Format Lifestyle – Mode, Scheinheit, Prominente im Programm des Sportsenders. Abgerundet wurde das Programm in der Anfangszeit auch mit Spielfilmen wie zum Beispiel Le Mans und Als Amerika nach Olympia kam, welche jedoch thematisch dem Sport nahestanden.
Vom Frühjahr bis zum Sommer 1993 wurden die Sendungen ohne sportlichen Bezug nach und nach aus dem Programm genommen oder auf unpopuläre Sendeplätze verschoben. Der Grund, weshalb das DSF diese Sendungen aus dem Programm nahm, waren nicht die Quoten, sondern vielmehr die mangelnde Kompatibilität dieser Programminhalte mit einem Sportprogramm. Die Telebörse blieb noch bis zum Jahresende 1993 beim DSF im Programm, die Dokumentarreihe Wildlife war sogar noch 1995 auf Sendung. Jedoch wurden auch in der Folgezeit weiterhin Quiz- und Erotikformate gesendet. Von Juni 2003 bis Dezember 2022 lief mit dem Sport Quiz die längste Call-In-Show im deutschen Fernsehen. Die einzige Sendung ohne jeglichen sportlichen Bezug, welche bereits beim Vorgängerprogramm Tele 5 zu sehen war und seitdem durchgängig bei DSF und Sport 1 ausgestrahlt wird, ist das Magazin von behinderten Menschen für behinderte Menschen: Normal.
Im Juli 2024 wurde bekannt, dass die meist nach Mitternacht gezeigten Sexy Sport Clips und Erotikfilme im Zuge einer Programmumgestaltung aus dem Programm genommen und durch Dokuformate wie die Highway Cops ersetzt werden. Wobei die ebenfalls nächtliche Telefonerotikwerbung auch nach der Umstellung, weiterhin sowohl in der Werbeunterbrechung als auch als gekennzeichnete Werbung während der Sendungen fester Bestandteil ist.
Mitte 2024 führte man den „Sport1 Film Freitag“ ein, unter den zur Primetime Produktionen der Constantin Film, wie Harte Jungs, Die Superbullen, aber auch die Serie Hausmeister Krause – Ordnung muss sein (meist nach den Spielfilm) gezeigt werden.
Seit dem 15. Oktober 2024 läuft die deutsche Produktion der Fashion-Competition-Show My Style Rocks. Am 3. März 2025 startete die zweite Staffel. Seit dem 24. Februar 2025 läuft die deutsche Produktion der Kochshow MasterChef. Seit 24. März 2025 läuft die deutsche Produktion der Dating-Show Power of Love.

## Kritik
Kritiker bemängeln, dass Call-in-Shows, sportfremde Doku-Soaps wie Yukon Gold und Storage Wars, Werbung und die Sexy Sport Clips den Großteil der Sendezeit in Anspruch nähmen. Der Sender könne seinem Anspruch als Sportfernsehen so schwer gerecht werden. Der Sender verweist hingegen auf die Möglichkeit, dadurch die immer teurer werdenden Sportrechte zu finanzieren, obwohl Hauptkonkurrent Eurosport ohne diese Formate auskommt. Auch die ausgestrahlten Magazine haben oftmals wenig oder gar keinen Bezug zum Sport. Um diese Entwicklung zu stoppen, wurde der Anteil von Live-Sport im Programm 2007 erhöht. In der Folge wurden jedoch wieder vermehrt sportferne Sendungen aufgenommen. Tage ohne eine einzige Sportsendung kommen durchaus vor.
Die Pokersendungen werden von der bayerischen Landeszentrale für neue Medien kritisch hinsichtlich des Jugendschutzes beobachtet, da diese eine Anreizwirkung für Glücksspiele hätten. Auch wurden in der Vergangenheit von der Aufsichtsbehörde die Erotik- sowie die Call-in-Sendungen beanstandet.
Am 1. Oktober 2010 sorgte bei zahlreichen TV-Zuschauern die digital-terrestrische Abschaltung von Sport1 für den Großraum Berlin für Unmut, da sie unangekündigt erfolgte und die Zuschauer so überraschend die Live-Übertragung eines Zweitligafußballspiels von Hertha BSC nicht per DVB-T sehen konnten. Der Sender ist auch in anderen Bundesländern wie z. B. Nordrhein-Westfalen nicht über DVB-T empfangbar. In einer Ausschreibung der Niedersächsischen Landesmedienanstalt setzte sich Sport1 bei der Nachfolge von Anixe SD auf dem Privat-4-Mux in der Region Hannover-Braunschweig gegen sixx durch und wird seit Anfang Oktober 2015 erstmals seit über fünf Jahren wieder über das Antennenfernsehen verbreitet.

## Aktuelle und ehemalige Moderatoren und Kommentatoren

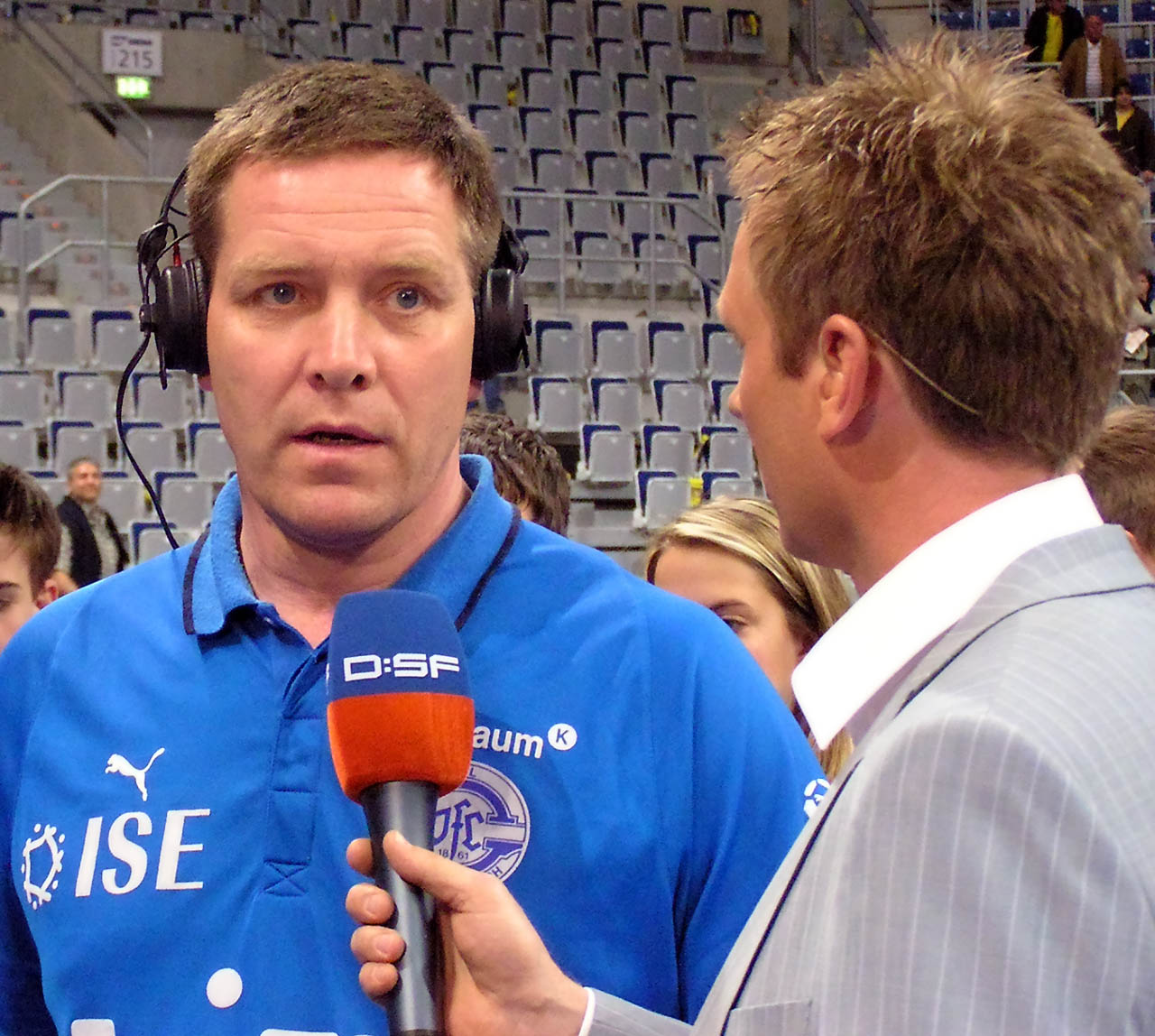
Interview von Sport1-Reporter Peter Kohl mit Alfreð Gíslason

- Stephan Baeck
- Dennis Baier
- Sascha Bandermann
- Patrick Bernecker
- Sebastian Bernsdorff
- Hannes Biechteler
- Rudi Brückner
- Stephanie Brungs
- Franz Büchner
- Frank Buschmann
- Jörg Dahlmann
- Eric Engesser
- Oliver Forster
- Carsten Fuß
- Daniela Fuß
- Alena Fritz
- Markus Götz
- Andreas Gröbl
- Klaus Gronewald
- Ralf Heincke
- Thomas Helmer
- Jan Henkel
- Thomas Herrmann
- Marc Hindelang
- Alex Hofmann
- Ruth Hofmann
- Markus Höhner
- Andrea Kaiser
- Torsten Knippertz
- Raul Krauthausen
- Michael Körner
- Peter Kohl
- Dieter Könnes
- Matthias Killing
- Katharina Kleinfeldt
- Jens Knossalla
- Anna Kraft
- Katharina Kuhlmann
- Hansi Küpper
- Jan Lüdeke
- Edgar Mielke
- Uwe Morawe
- Laura Papendick
- Elmar Paulke
- Karsten Petrzika
- Minh-Khai Phan-Thi
- Uli Pingel
- Jan Platte
- Martin Quast
- Wolfgang Rother
- Anett Sattler
- Julia Scharf
- Nele Schenker
- Barbara Schöneberger
- Basti Schwele
- Oliver Schwesinger
- Dirc Seemann
- Uwe Semrau
- Patrick Simon
- Jochen Stutzky
- Hartwig Thöne
- Thomas Wagner
- Phylicia Whitney
- Sarah Valentina Winkhaus
- Manfred Winter
- Katja Wölffing
- Hans-Joachim Wolff
- Jörg Wontorra
- Laura Wontorra
- Günter Zapf
- Giovanni Zarrella
- Walter Zipser
- Jana Wosnitza

## Experten
- Basketball: Ademola Okulaja, Stephan Baeck, Pascal Roller
- Beachvolleyball: Jörg Ahmann
- Darts: Sebastian Schwele, Robert Marijanović
- Eishockey: Rick Goldmann
- Fußball: Mario Basler, Stefan Effenberg, Peter Neururer, Olaf Thon, Alfred Draxler
- Handball: Stefan Kretzschmar, Bob Hanning, Daniel Stephan
- Motorsport: Armin Schwarz
- Tennis: Carl-Uwe Steeb

## sport1.de
sport1.de ist ein Sport- und Boulevardportal in Deutschland. Neben Berichten, Nachrichten und Interviews präsentiert es Livestreams, Videos, Kolumnen, Umfragen, Sportdaten und Statistiken sowie die Programmübersicht von Sport1. Der Live-Ticker wird auch von anderen Internetseiten übernommen. Die Seite zählt zu den reichweitenstärksten Sport-Websites im deutschsprachigen Raum.
Mitte März 2010 startete die Webserie Jabhook, die das Leben zweier fiktiver Boxpromoter namens Highroller und Tank behandelt. Die Hauptrollen spielen die Schauspieler Daniel Wiemer und Raphael Rubino. Geschrieben und inszeniert wurde die Serie von Christopher Becker und Daniel Rakete Siegel.
Seit der Fußball-Bundesliga 2010/11 kann man als virtueller Bundesliga-Manager Spieler kaufen und sich so seine Startelf aufstellen. Die Spieler werden anhand ihrer Leistung bewertet, womit der Manager Punkte sammelt. Das Bewertungssystem beeinflusst auch den Marktwert der Spieler. Die Teilnahme ist kostenlos, doch durch eine Gebühr werden erweiterte Möglichkeiten freigeschaltet (u. a. mehr Geld für Transfers). Der Spieler mit den meisten Punkten am Saisonende hat gewonnen, dazu kann man an freien Gruppen teilnehmen, oder eine Gruppe für sich und seine Freunde erstellen.
In Kooperation mit der Wrestling-Organisation TNA bietet Sport1 zusätzlich zur Ausstrahlung der TV-Show Impact Wrestling auf der Webseite ein Video-On-Demand-Angebot mit Highlights und Live-Events. Die drei Großveranstaltungen „TNA Lockdown“, „TNA Slammiversary“ und „TNA Bound for Glory“ werden dort 2013 als Live-Streams zur Verfügung stehen.

## Mobile
Sport1 bietet mehrere Handyapplikationen an, in denen man Ergebnisse verschiedener Sportereignisse auf einen Blick hat und einen Toralarm aktivieren kann.

## Ehemalige Pay-TV-Versionen

### Sport1+
Sport1+ war bis 2024 ein Sender der Sport1 Medien AG. Der Sender ist am 4. Oktober 2010 sowohl in einer SD- als auch in einer HD-Variante gestartet. Gezeigt wurden diverse Sportübertragungen wie beispielsweise Fußball oder Basketball. Zum 1. Januar 2025 wurde er von Sportdigital übernommen und in Sportdigital1+ umbenannt.

### Sport1 US (HD)
Sport1 US war ein Pay-TV-Sender der Constantin Medien AG. Er war der Schwestersender von Sport1 und Sport1+. Der Sendestart war am 1. August 2013. Gezeigt wurden neben NFL, NBA, NHL und MLB auch NCAA College Football und College Basketball sowie die IndyCar Series. Die HD-Version wurde zum Sendestart exklusiv via Sky verbreitet, war inzwischen aber auch über andere Anbieter zu empfangen. Der Sender wurde am 24. Januar 2019 durch eSports1 (HD und SD) ersetzt.

### eSports1
Der Pay-TV-Sender eSports1 ging am 24. Januar 2019 um 20 Uhr als laut eigener Aussage erster 24/7-E-Sport-Sender on Air. Der Pay-TV-Sender wurde über die Plattformen von Vodafone Deutschland, Sky, HD+, Deutsche Telekom, Unitymedia, 1&1, Magenta Telekom, A1 Telekom, Sunrise und Zattoo verbreitet. Zudem waren die Inhalte von eSports1 auch auf einer eigenen eSports-App verfügbar. Zum 1. Januar 2025 wurde er ebenfalls von Sportdigital übernommen und in eSports One umbenannt.

### DSF-Kanäle
Von 1997 bis 1999 gab es drei Ableger des Senders: DSF Action, DSF Golf und DSF Plus. Diese konnten über das Pay-TV-Paket von DF1 gesehen werden.
- DSF Action befasste sich mit der Welt des Wrestlings[59]
- DSF Golf befasste sich mit der Sportart Golf[60]
- DSF Plus befasste sich mit populären Sportarten wie Motorsport inklusive Formel 1, internationalem Fußball, Tennis, Boxen, Radsport, Eishockey, American Football und vielem mehr.[61]

Logo von Sport1+
Logo von Sport1 US
Logo von eSports1
Logo von DSF Golf
Logo von DSF Plus

## Senderlogos

Logo beim Sendestart Januar 1993
Logo von August 1993 bis Februar 1997
Logo von Februar 1997 bis Februar 2004
Logo von 2004 bis zur Umbenennung am 11. April 2010
Logo vom 12. April 2010 bis 18. Juli 2013
Logo von SPORT1 HD bis 18. Juli 2013
Logo vom 19. Juli 2013 bis 11. Juni 2024
Logo von Sport1 HD vom 19. Juli 2013 bis 11. Juni 2024
Logo seit 12. Juni 2024